# تپه گمگ
تپه گمگ مربوط به دوره سلجوقیان است و در شهرستان کرمانشاه، بخش مرکزی، دهستان میان دربند، ۱۰۰ متری جنوب روستای گمگ واقع شده و این اثر در تاریخ ۷ خرداد ۱۳۸۷ با شمارهٔ ثبت ۲۲۸۳۹ به‌عنوان یکی از آثار ملی ایران به ثبت رسیده است.